# Baza paliw w Mirostowicach Dolnych
Baza paliw w Mirostowicach Dolnych – baza paliwowa zlokalizowana w Mirostowicach Dolnych (powiat żarski). 
Baza została wybudowana w latach 40. XX wieku. Obiekt przeszedł modernizację w latach 2005–2006. W latach 2008–2009 baza została rozbudowana przez przedsiębiorstwo Apexim AB (budowniczego kilkunastu innych tego typu obiektów) za niecałe 35 milionów złotych i otwarta w październiku 2009. W sektorze paliwowym była to wówczas jedna z największych inwestycji na zachodzie Polski. Wybudowano dwa nawierzchniowe zbiorniki po 20 000 m³, tworząc bazę o łącznej pojemności 47 000 m³ paliw. Wyremontowano też bocznicę kolejową odchodzącą od linii kolejowej nr 380, odcinka z Jankowej Żagańskiej do Przewozu. Baza gromadzi i utrzymuje zapasy obowiązkowe. Terminal załadunkowy dysponuje liniami do oddolnego nalewu autocystern paliwami (benzyną i olejem napędowym) razem z elektronicznym systemem dozowania biokomponentów (bioetanolu, estrów kwasów tłuszczowych). Prędkość nalewu cystern wynosi 2500 litrów na minutę. Modernizacja bazy pozwoliła na pokrycie występujących w Polsce niedostatecznych pojemności magazynowych z przeznaczeniem na zapasy obowiązkowe.